# Bernhard Widmann
Bernhard Widmann (* 15. Juli 1867 in Vorderburg (Rettenberg); † 28. Oktober 1934 in Aschaffenburg) war ein deutscher Zisterzienser und Abt der Klöster Sittich, Bronnbach und Seligenporten.

## Leben
Widmann trat 1885 in die Territorialabtei Wettingen-Mehrerau ein und wurde 1890 Priester. Er leitete in Mehrerau die musikalische Ausbildung der Mönche und war von 1898 bis 1912 als Prior auch an der Klosterleitung beteiligt. 1912 zum Vorsteher des Tochterklosters Sittich (Stična) im heutigen Slowenien ernannt und 1913 zum Abt gewählt, stand er der Mönchsgemeinschaft während der Zeit des Ersten Weltkriegs vor, dessen Auswirkungen auch das Kloster zu spüren bekam (u. a. musste die Schule ihren Betrieb einstellen).
In den zwanziger Jahren mussten die Mönche deutscher und österreichischer Nationalität das neugegründete Königreich der Serben, Kroaten und Slowenen verlassen und kamen 1921 in das 1802 säkularisierte Kloster Bronnbach an der Tauber, dessen Abt Widmann 1922 wurde. Da die Niederlassung in Bronnbach wegen der äußeren Umstände keine positiven Zukunftsaussichten hatte, übernahmen sie 1931 die Gebäude des ehemaligen Klosters Seligenporten in der Oberpfalz. Abt Widmann starb 1934 im Kapuzinerkloster Aschaffenburg.

## Veröffentlichungen
- P. Alberich Zwyssig als Komponist. Ein Gedenkblatt zu seinem 50. Todestag. J. N. Teutsch, Bregenz 1905.
- Johann Nucius, Abt von Himmelwitz. Ein Altmeister der klassischen Polyphonie. In: Cistercienser Chronik 32, 1920, S. 1–4, 49–51, 70–74, 113–122 (auch als Separatdruck erschienen).